# القوافي الاسفل (حرض)

تعديل مصدري - تعديل

القوافي الاسفل هي إحدى قرى عزلة الشعاب بمديرية حرض التابعة لمحافظة حجة، بلغ تعداد سكانها 221 نسمة حسب تعداد اليمن لعام 2004.